# Opuwo
Opuwo es la ciudad capital de la Región de Kunene en el noroeste de Namibia.
La ciudad se encuentra al norte de las Montañas Joubert y tiene una iglesia y un hospital. La ciudad está comprendida dentro del Distrito electoral de Opuwo.
- Datos: Q1024089
- Multimedia: Opuwo / Q1024089